# Jade (canción)
«Jade» es una canción de la banda de rock japonesa X Japan escrita por Yoshiki y publicada en junio de 2011. Es el tercer sencillo publicado por la banda desde su reunión en 2007 y el segundo al incluir al guitarrista Sugizo, quien reemplazó al fallecido Hide.

## Trasfondo
Con Jade, Yoshiki quería crear una canción que mostrara cómo X Japan estaba «evolucionando», pero que al mismo tiempo conservara «las bellas melodías y la agresividad». Declaró que sintió mucha presión al escribirla, ya que la banda sabía que querían expandirse fuera de Japón hacia el mercado occidental. Con la canción, Yoshiki quería expresar el dolor que tanto él como la banda han experimentado, afirmando: «deberías aceptarlo y ser positivo al respecto».

## Listas de éxitos
| Lista (2011)            | Posición position |
| ----------------------- | ----------------- |
| Billboard Japan Hot 100 | 19                |

## Créditos
- Toshi - voz
- Taiji - bajo
- Pata - guitarra
- Sugizo - guitarra
- Yoshiki - batería